# Wahlen zum Repräsentantenhaus der Vereinigten Staaten 1978
Bei den Wahlen zum Repräsentantenhaus der Vereinigten Staaten 1978 wurden am 7. November 1978 die Abgeordneten des Repräsentantenhauses der Vereinigten Staaten gewählt. Die Wahlen waren Teil der allgemeinen Wahlen zum 96. Kongress der Vereinigten Staaten in jenem Jahr, bei denen auch ein Drittel der US-Senatoren gewählt wurden. Da die Wahlen etwa in der Mitte der Amtszeit des Demokratischen Präsidenten Jimmy Carter stattfanden (Midterm Election), galten sie auch als Votum über die bisherige Politik des Präsidenten.
Die Zahl der zu wählenden Abgeordneten betrug 435. Die Sitzverteilung basierte auf der Volkszählung von 1970.
Die Wahlen ergaben einen leichten Umschwung zu Gunsten der Republikaner. Diese gewannen 14 Sitze hinzu und konnten nun 157 Kongressabgeordnete stellen. Gleichzeitig verloren die Demokraten 14 Sitze und damit ihre Zweidrittelmehrheit. Mit 278 Kongressabgeordneten stellten sie aber weiterhin eine deutliche absolute Mehrheit. Gründe für diese Entwicklung waren eine Energiekrise und die steigende Inflation. Außerdem erholten sich die Republikaner allmählich von den Folgen der Watergate-Affäre.

## Wahlergebnis
- Demokratische Partei 278 (292) Sitze
- Republikanische Partei 157 (143) Sitze

Gesamt: 435 (435)
In Klammern sind die Ergebnisse der letzten Wahl zwei Jahre zuvor. Veränderungen im Verlauf der Legislaturperiode, die nicht die Wahlen an sich betreffen, sind bei diesen Zahlen nicht berücksichtigt, werden aber im Artikel über den 96. Kongress im Abschnitt über die Mitglieder des Repräsentantenhauses bei den entsprechenden Namen der Abgeordneten vermerkt. Daher kommt es in den Quellen gelegentlich zu unterschiedlichen Angaben, da manchmal Veränderungen während der Legislaturperiode in die Zahlen eingearbeitet wurden und manchmal nicht. Das angeführte Wahlergebnis basiert auf der unten angeführten Quelle (Party Divisions).

## Weblink
- Party Divisions